# Abend auf der Karl Johans gate
Abend auf der Karl Johans gate (auch Abend auf der Karl Johans Straße; norwegisch: Aften på Karl Johan) ist ein Gemälde des norwegischen Malers Edvard Munch aus dem Jahr 1892. Es zeigt eine dem Betrachter entgegenkommende Menschenmenge auf der Karl Johans gate in Kristiania, dem heutigen Oslo, und ist eines der frühesten Werke von Munchs Lebensfries.

## Bildbeschreibung
Das Bild zeigt die Karl Johans gate, die Haupt- und Prachtstraße Kristianias, in einer nächtlichen Stimmung. Rechts im Hintergrund sind das Stortingsgebäude und zwei hoch aufragende Pappeln zu sehen, auf der linken Seite steht eine Reihe von Häusern, deren Fenster erleuchtet sind. Auf dieser Straßenseite kommt dem Betrachter eine eng gedrängte Menschenmenge entgegen. Die Männer tragen überwiegend Zylinder, die Frauen helle Strohhüte mit Bändern. Ihre Gesichter sind ausdruckslos, regelrecht zur Fratze erstarrt, die Augen weit aufgerissen. Die phosphorgelbe oder giftgrüne Gesichtsfarbe kontrastiert mit dem blauroten Himmel. Auf der rechten Straßenseite geht ein einzelner schwarzer Schatten in die Gegenrichtung.

## Interpretation
Laut Franziska Müller erweckt die Perspektive in Abend auf der Karl Johans gate ein Gefühl von Bedrohung. Der Betrachter steht den Menschenmassen in Abend auf der Karl Johans gate so frontal gegenüber, als blicke er in einen Abgrund oder in sein eigenes Spiegelbild. In den Gesichtern der „Kopf an Kopf“ heranflutenden Massen liest Anni Carlsson Angst, Grauen und Feindseligkeit. Nur ein Einzelner geht gegen den Strom. Reinhold Heller erkennt eine „Bedrohung des einzelnen durch die vordrängenden anonymen Menschenmassen“, Nic. Stang die „toten Gesichter der Spießbürger“. Carlsson interpretiert das Bild als „Konfrontation des Künstlers mit dem Gruppengespenst des Bürgers“, Müller als Gegenüberstellung von „Menschenmassen“ und Individuum, wobei die einzelne, von den Menschen ausgeschlossene Figur ein Ebenbild Munchs sei.
Abend auf der Karl Johans gate ist ein direktes Gegenstück zu dem früheren, noch ganz im impressionistischen Stil gemalten Frühling auf der Karl Johans gate aus dem Jahr 1890. Es zeigt die Straße in gegensätzlicher Richtung sowie in dunklerer Abendstimmung. Die einzelne in Bildrichtung gehende Figur nimmt die Rückenansicht aus dem Frühlingsbild wieder auf. Für Jean Selz kündet Abend auf der Karl Johans gate von einem neuen expressionistischen Stil im Werk Munchs, in dem eine Erregung oder Erschütterung festgehalten wird, ohne dass dem Betrachter die Hintergründe des Ereignisses offenbart werden. In diesem Sinne sei das Bild ein direkter Vorläufer von Munchs bekanntestem Werk Der Schrei, dessen erste Fassung im Folgejahr entstand. Im Unterschied zu diesem werde die Angst auf den Gesichtern der Menschen aber nicht hinausgeschrien, sondern bleibe „stumm und darum nur um so furchterregender“. Eine Synthese aus den maskenartigen Gesichtern von Abend auf der Karl Johans gate und der Umgebung und Perspektive von Der Schrei ist das Bild Angst aus dem Jahr 1894.

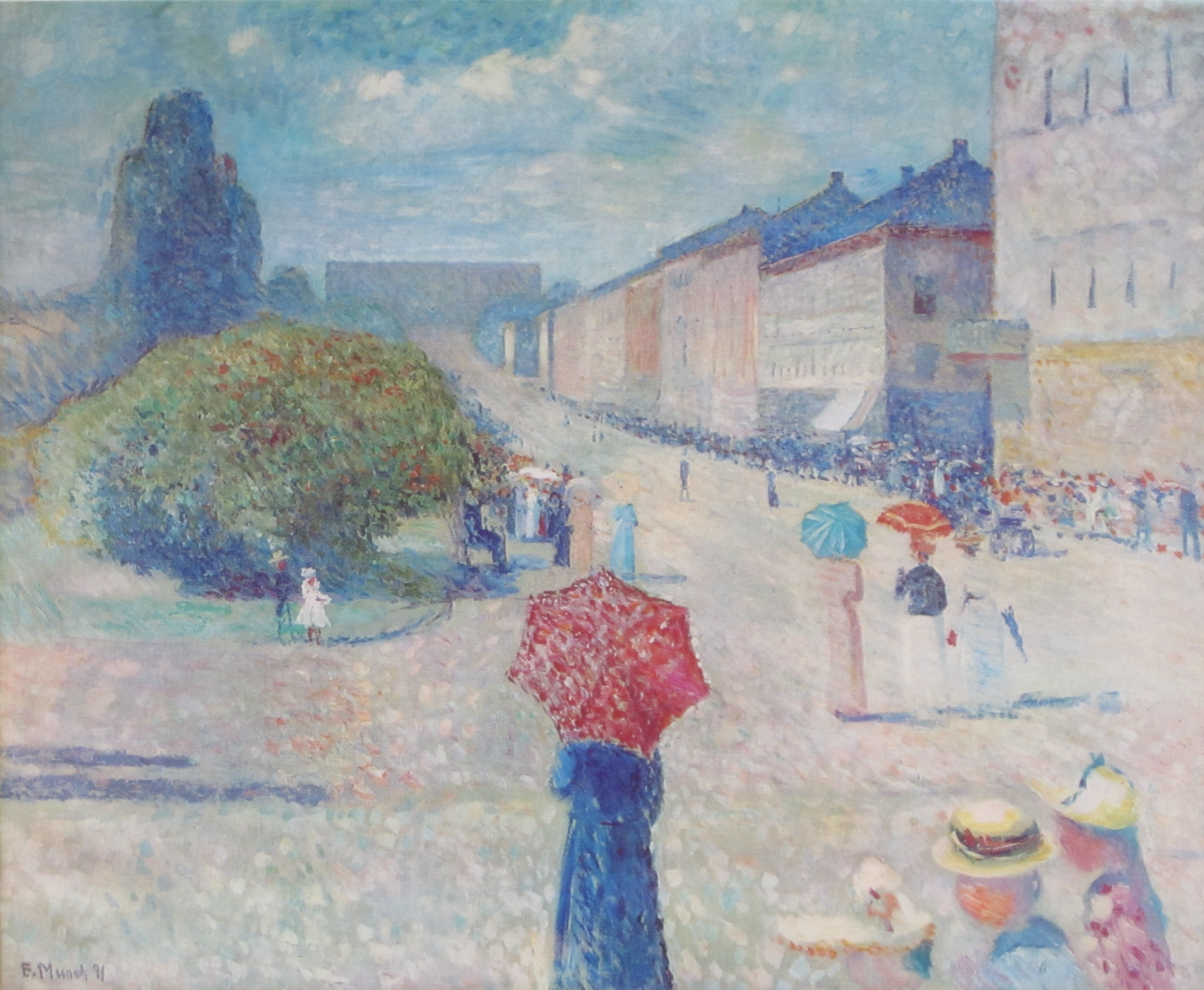
Frühling auf der Karl Johans gate (1890), Öl auf Leinwand, 80 × 100 cm, Kunstmuseum Bergen
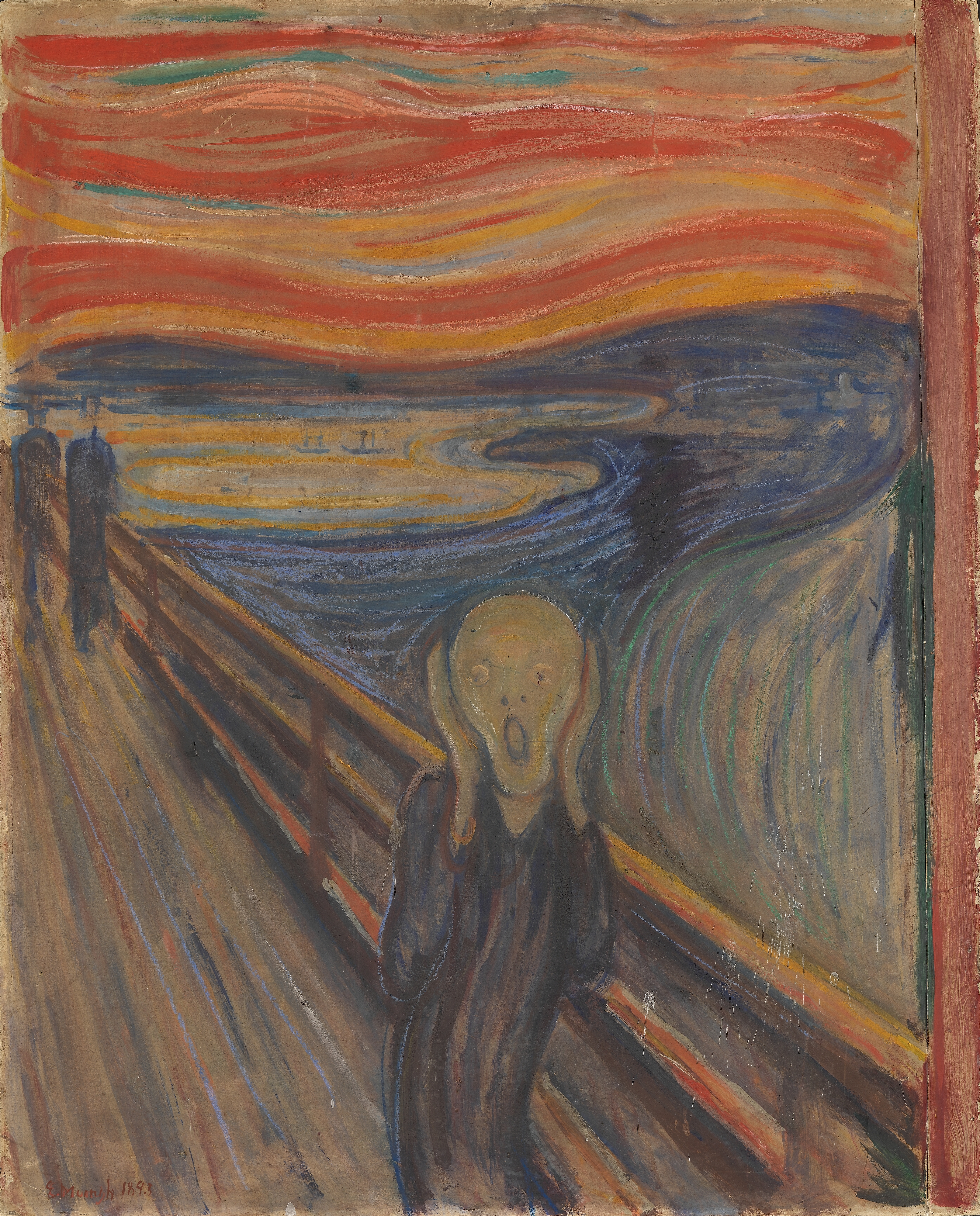
Der Schrei (1893), 91 × 73,5 cm, Öl, Tempera und Pastell auf Pappe, Norwegische Nationalgalerie Oslo
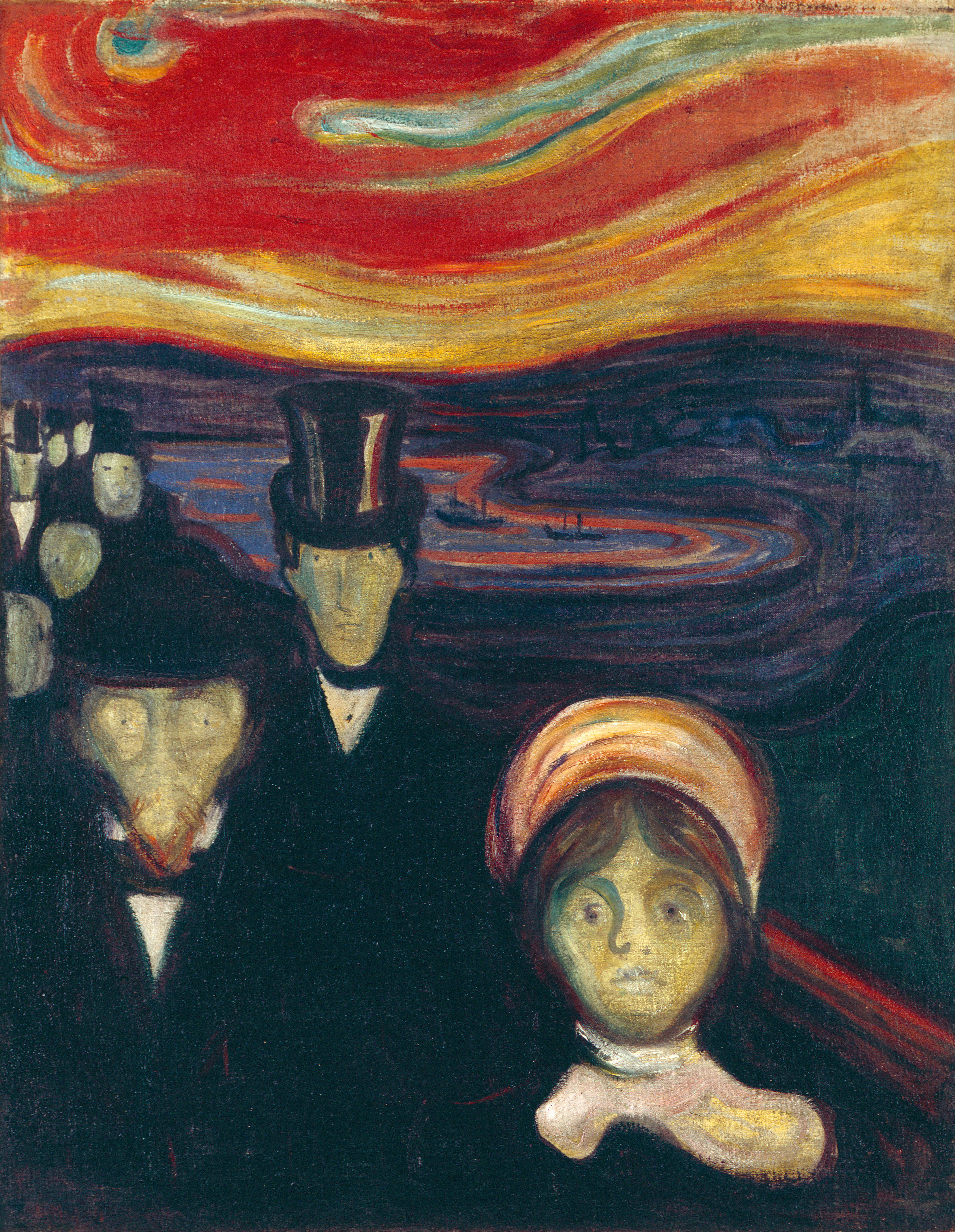
Angst (1894), Öl auf Leinwand, 94 × 74 cm, Munch-Museum Oslo
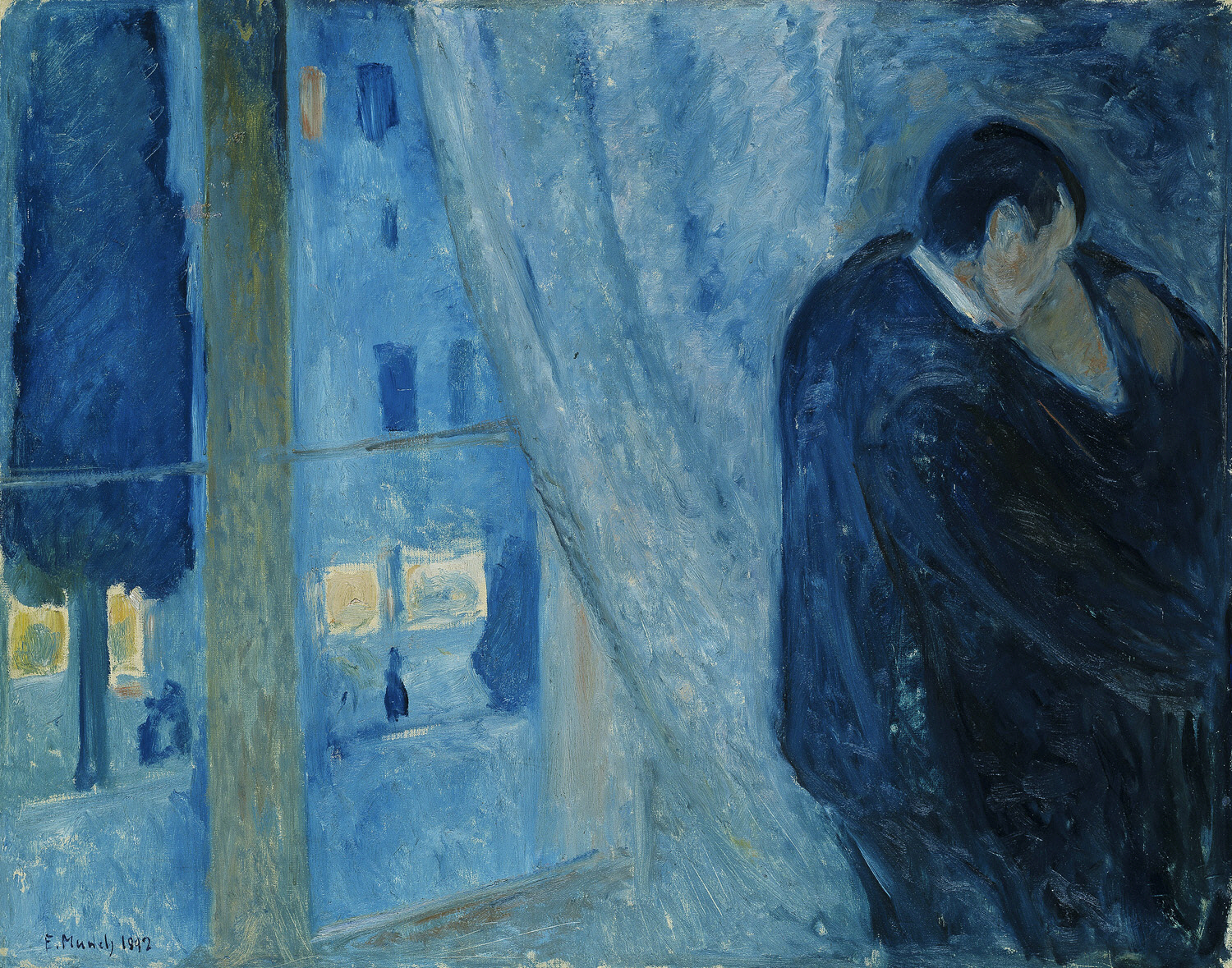
Der Kuss (1892), Öl auf Leinwand, 73 × 92 cm, Norwegische Nationalgalerie Oslo

Arne Eggum erinnert die suggestiv in den Himmel ragende Baumformation in Abend auf der Karl Johans gate, die sich ähnlich auch in Der Kuss aus dem gleichen Jahr wiederfindet, an Arnold Böcklins Toteninsel. Die maskenhaft bleichen Gesichter der Passanten führt er hingegen auf das Maskenmotiv des belgischen Malers James Ensor zurück, den Munch bei einer früheren Reise nach Brüssel kennengelernt haben könnte. Müller verweist explizit auf Ensors bekanntestes Werk Der Einzug Christi in Brüssel (1888/89), in dem eine Menge von Bürgern der Stadt ähnlich abweisend und feindselig reagiert. Ihr drängt sich aber auch ein Vergleich zu den Dramen Henrik Ibsens und den Konturen in den Bildern Paul Gauguins auf. Eberhard Roters vergleicht Abend auf der Karl Johans gate mit Ernst Ludwig Kirchners Straßenszenen, in denen „anstelle des Ausdrucks von Angst und Melancholie“ bei Munch „die Reizwirkung von Aufgeregtheit und nervöser Vitalität“ getreten sei. Matthias Arnold sieht eine Verwandtschaft der „Angstvisionen“ Munchs zu denen Goyas oder Kafkas.

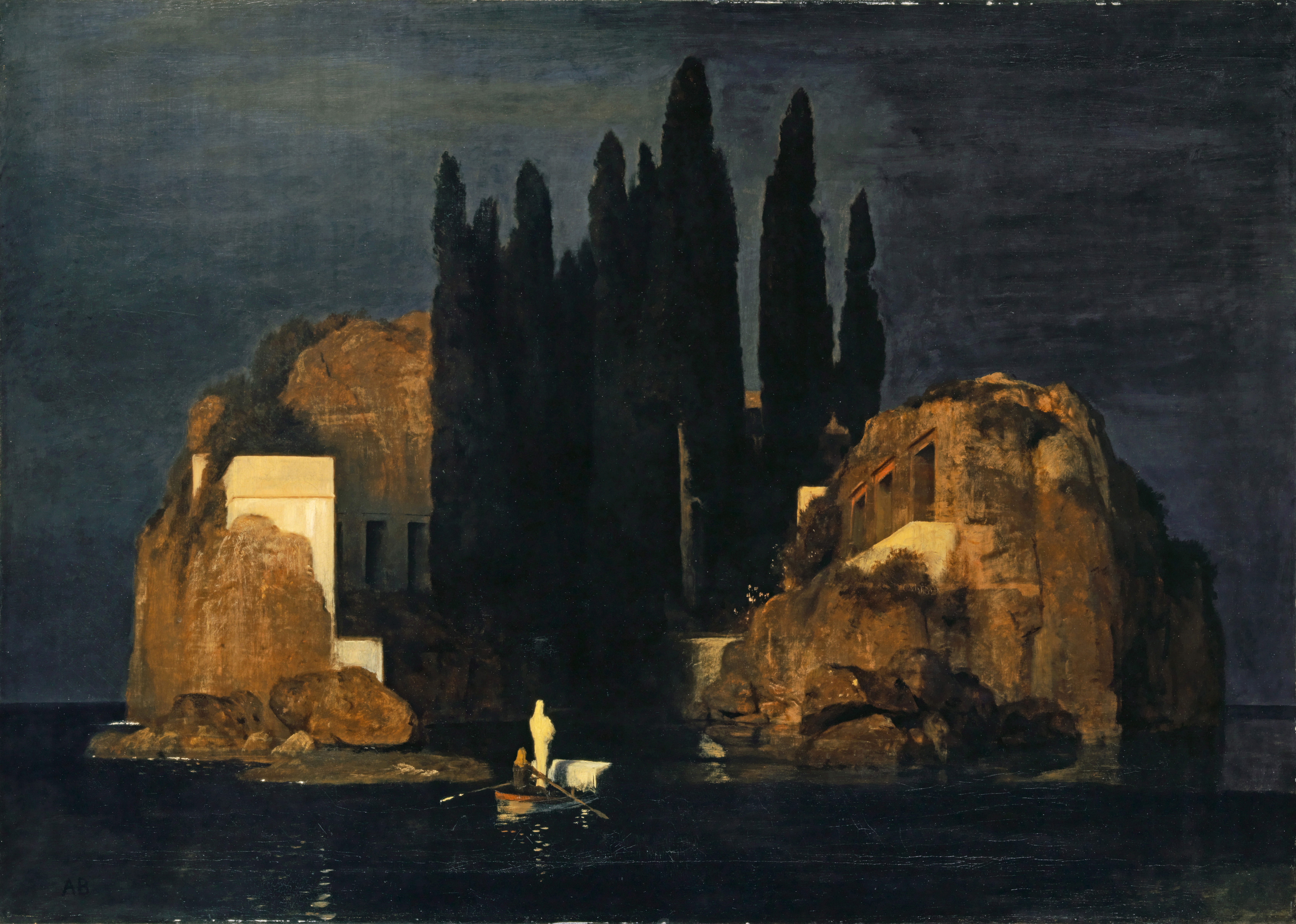
Arnold Böcklin: Die Toteninsel (1880), Öl auf Leinwand, 111 × 155 cm,  Kunstmuseum Basel
James Ensor: Der Einzug Christi in Brüssel (1888/89), Öl auf Leinwand, 253 × 431 cm, J. Paul Getty Museum Los Angeles
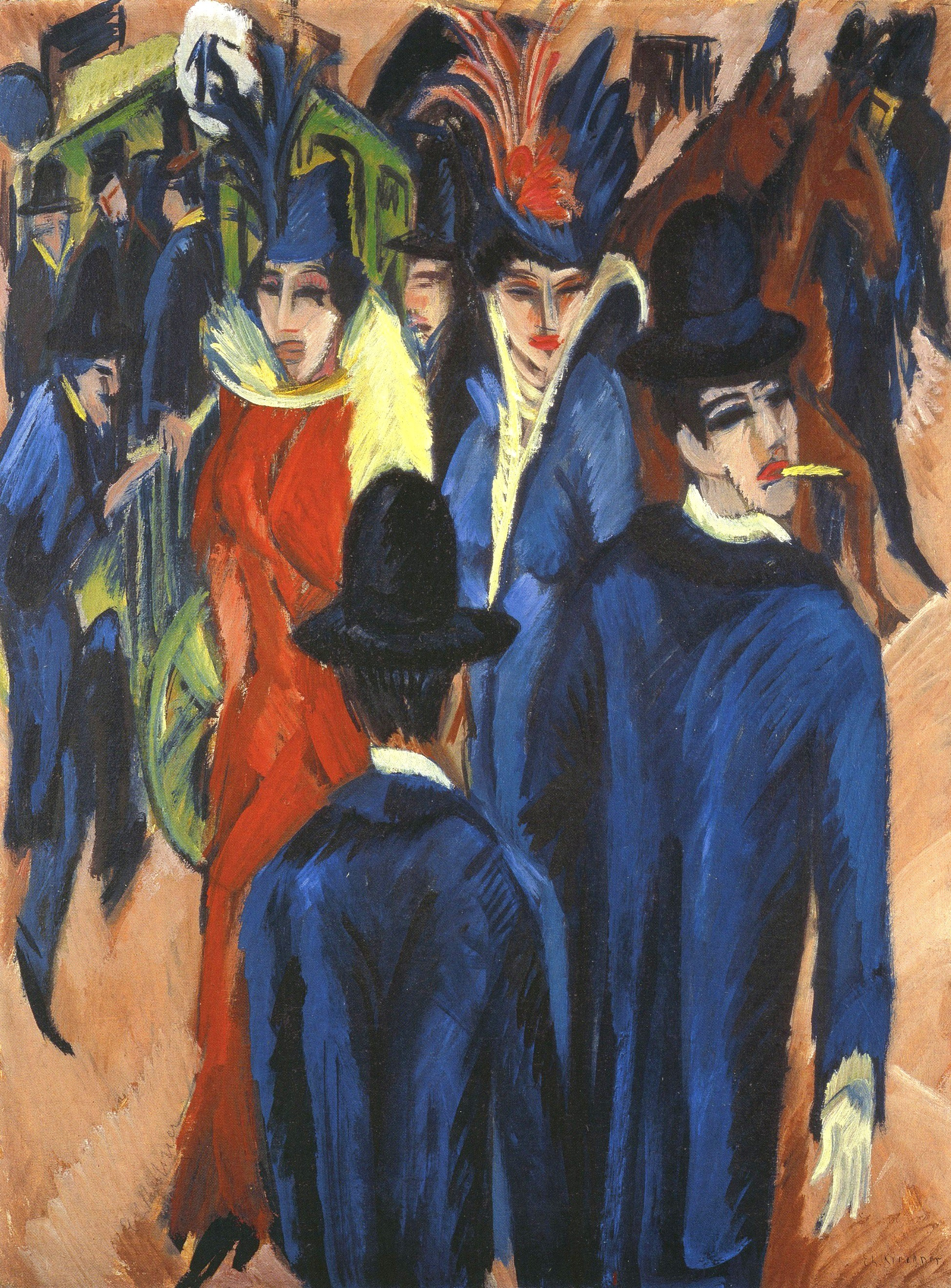
Ernst Ludwig Kirchner: Berliner Straßenszene (1913), Öl auf Leinwand, 121 × 95 cm, Neue Galerie New York

## Hintergrund
Erste Notizen, die auf das Motiv zu Abend auf der Karl Johans gate hindeuten, finden sich bereits in Munchs literarischem Tagebuch von 1889. In seinen Notizen beschrieb er ein eigenes Erlebnis: „Alle – Leute, die vorbeigingen, sahen so fremd und merkwürdig aus, und ihm schien es, als schauten sie ihn an – starrten ihn an – all diese Gesichter – Blicke im Abendlicht – Er versuchte, einen Gedanken festzuhalten, konnte es aber nicht – er hatte das Gefühl völliger Leere in seinem Kopf – dann versuchte er, seinen Blick auf ein Fenster hoch oben zu fixieren – dann störten ihn die Vorbeigehenden erneut – Er zitterte am ganzen Körper und der Schweiß lief ihm hinab.“ Aus seiner Pariser Zeit ist ein ähnliches Erlebnis überliefert: „Ich war erneut draußen auf dem blauen Boulevard des Italiens mit den tausend fremden Gesichtern, die in dem elektrischen Licht so gespenstisch aussahen –.“
Den Sommer 1892 verbrachte Munch, noch voller Inspiration von seiner zurückliegenden Parisreise, in Kristiania und Åsgårdstrand. Von Abend auf der Karl Johans gate spricht Arne Eggum als dem „vielleicht eigenwilligsten Gemälde dieses Sommers“. Munch stellte das Bild zum ersten Mal im September 1892 auf seiner zweiten Sonderausstellung im Tostrupgården in Kristiania aus. Die Zeitschrift Morgenbladet reagierte mit der Formulierung „Ein geradezu wahnsinniges Bild“. Das Publikum beschimpfte Gemälde und Maler gleichermaßen als „krank“. Munch selbst hingegen schätzte das Bild so sehr, dass er es in den Lebensfries aufnahm, eine Kollektion seiner zentralen Motive über Leben, Liebe und Tod. 1909 erwarb der norwegische Kunstsammler Rasmus Meyer das Gemälde als Teil seiner im Jahr 1924 öffentlich gemachten Sammlung in Bergen.